# Scaramanzia

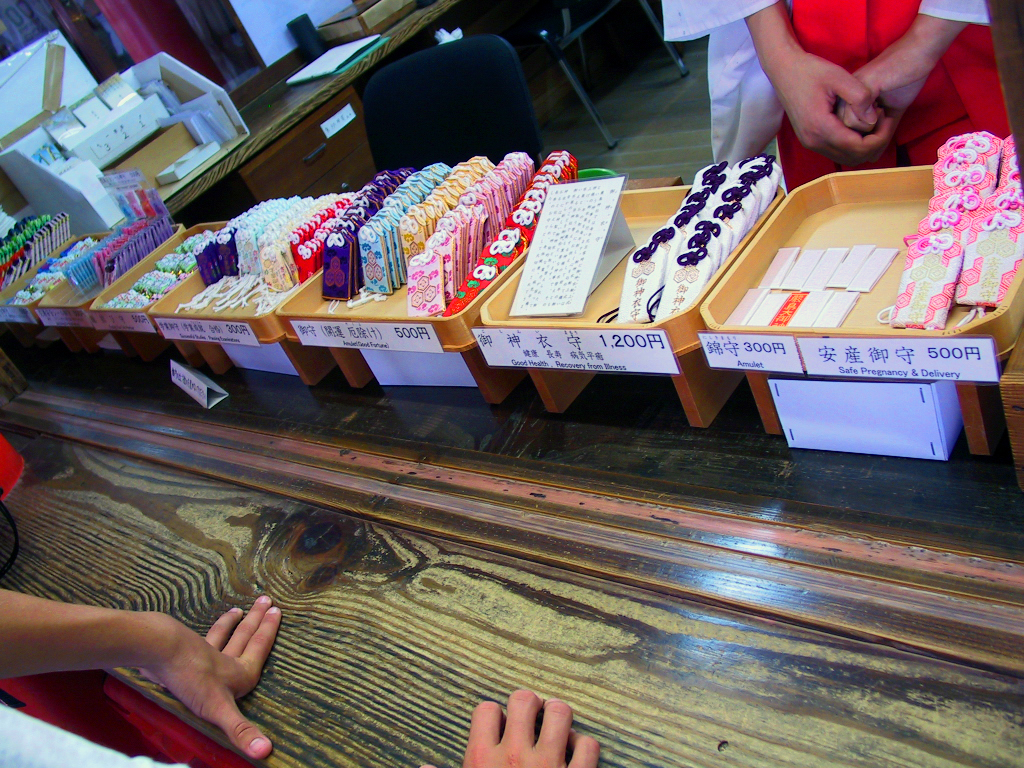
Amuleti per scopi specifici in vendita presso un santuario shintoista in Giappone

La scaramanzia è una forma di superstizione secondo la quale alcune frasi o gesti attirerebbero o allontanerebbero la fortuna o la sfortuna. L'etimologia è incerta e potrebbe derivare dall'alterazione della parola "chiromanzia" (a sua volta di origine greca), quindi con un collegamento con l'ipotetica capacità di prevedere del futuro.
Un tipico esempio di tale credenza è l'idea che dicendo qualcosa, questa non accadrà, o potrebbe accadere il contrario di ciò che si è detto. Per tale motivo, in particolare in Italia, si usa augurare il contrario di ciò che si desidera che accada. Per esempio, a un cacciatore non si dirà "Buona caccia", ma "In bocca al lupo" (espressione che potrebbe anche derivare dall'ambiente della pastorizia), termine entrato anche nel linguaggio comune e utilizzato per augurare "buona fortuna" (di fatto, l'espressione "Buona caccia" è in uso come augurio e frase cerimoniale soltanto presso gli scout).
La scaramanzia non è limitata soltanto a frasi dette, ma anche a gesti e comportamenti. Per esempio, credere che se si esce senza ombrello pioverà, mentre invece portandolo con sé non pioverà (gesto apotropaico).
Tra le varie cose che si ritiene portino sfortuna vi sono camminare sotto una scala o rompere uno specchio, che porterebbero sette anni di sfortuna.
Questa forma di superstizione non è solo italiana. Se è vero che in altre culture non vi è alcun problema ad augurare "buona fortuna" in maniera diretta, per esempio "good luck" in inglese, "bonne chance" in francese, "suerte" in spagnolo, è anche vero che, per esempio, in inglese si usa l'espressione "break a leg" (trad. "rompiti una gamba") per indicare buona fortuna. Inoltre vi è un notevole esempio nel romanzo Il vecchio e il mare di Ernest Hemingway, ambientato nelle isole caraibiche, in cui il narratore attribuisce al protagonista, Santiago, la seguente considerazione:
(Ernest Hemingway, Il vecchio e il mare)
Inoltre, in senso lato, gesti scaramantici per propiziare l'accadere di un evento desiderato, o evitare che accada un evento indesiderato, si riscontrano anche in altre culture; per esempio negli Stati Uniti si usa incrociare le dita o toccare legno (in Italia invece per tenere lontana la sfortuna si usa toccare ferro o fare le corna).
In francese e in spagnolo si usano, soprattutto nel mondo artistico, anche espressioni come "merde" o "mucha mierda", o il "merda-merda-merda" italiano, che non sono di natura scaramantica, ma derivano dal mondo teatrale dell'Ottocento. In quel periodo molti spettatori andavano a teatro in cavallo o in carrozza e i cavalli spesso defecavano nel luogo in cui erano legati in sosta. Pertanto un elevato quantitativo di feci nei dintorni del teatro indicava che lo spettacolo aveva avuto un gran successo di pubblico.